# Principe (La bella addormentata)
Il principe è uno dei personaggi principali della fiaba La bella addormentata.

## Storia originale
Nella fiaba originale, dopo 100 anni dall'inizio del sonno della principessa, il principe giunge al castello, e miracolosamente i rovi si aprono dinnanzi a lui. Il principe trova la principessa, e se ne innamora a prima vista. Il suo bacio la risveglia.
Nella seconda parte della storia, che non compare nella versione dei Grimm ed in altre successive, il principe sposa la principessa e ha da lei due figli, un maschio e una femmina, Aurora e Giorno. Egli tuttavia nasconde il suo matrimonio e i suoi frutti alla madre, che discende da una famiglia di orchi divoratori di bambini.
Quando l'orchessa scopre la famiglia segreta del figlio (ormai diventato re), decide di sterminarla. Non appena il re si allontana dal castello, l'orchessa ordina che i suoi nipoti siano serviti per cena. Il cuoco salva i piccoli con un inganno, servendo alla padrona un agnello invece del bambino e una capretta invece della sorella. Quando la padrona chiede che venga servita la principessa, ancora il cuoco la inganna servendo del cervo. Scoprendo infine l'inganno, l'orchessa si prepara a uccidere la principessa e i suoi figli gettandoli in un cortile fatto appositamente riempire di vipere e altre creature velenose; il rientro repentino del re, però, manda a monte i suoi piani. L'orchessa, scoperta, si suicida gettandosi fra le vipere.

## Altre versioni
Nel Pentamerone di Giambattista Basile (1634), il sonno della principessa non è frutto di un incantesimo ma di una profezia, e il principe non bacia la principessa ma la violenta, ed è uno dei due figli risultanti dall'atto sessuale a risvegliarla.

## Adattamenti
Il principe compare nelle seguenti opere:

### Film
- Prinsessa Ruusunen (1949): interpretato da Martti Katajisto
- Dornröschen (1955): interpretato da Gert Reinholm
- Dornröschen (1971): interpretato da Burkhard Mann
- Qualcuno lo chiama amore (Some Call It Loving) (1973): interpretato da Zalman King
- Come si svegliano le principesse (Jak se budí princezny) (1977): interpretato da Jan Hrušínský
- La bella addormentata (Sleeping Beauty) (1987): interpretato da Nicholas Clay
- La bella addormentata (Šípková Růženka) (1989): interpretato da Gedeon Burkhard, doppiato in italiano da Francesco Bulckaen
- La bella addormentata (Sleeping Beauty) (1995)
- Dornröschen (2007): interpretato da Moritz Schulze
- Maleficent (2014): interpretato da Brenton Thwaites, doppiato in italiano da Mirko Cannella

### Serie televisive
- Le grandi fiabe raccontate da Shirley Temple (Shirley Temple's Storybook) (1958): interpretato da Vernon Gray
- Nel regno delle fiabe (Shelley Duvall's Faerie Tale Theatre) (1982): interpretato da Christopher Reeve
- Le fiabe son fantasia (Grimm Meisaku Gekijou) (1987): doppiato in italiano da Stefano Dondi
- Le fiabe più belle (Anime Sekai no Dowa) (1995): doppiato in originale da Jun'ichi Kanemaru e in italiano da Davide Garbolino
- Simsalagrimm (Simsala Grimm) (1999)
- La leggenda della bella addormentata (The Legend of Sleeping Beauty) (2001)
- Le più belle fiabe dei fratelli Grimm (Acht auf einen Streich) (2008): interpretato da François Goeske, doppiato in italiano da Lorenzo De Angelis
- C'era una volta (Once Upon a Time) (2011): interpretato da Julian Morris, doppiato in italiano da Marco Vivio

### Versione Disney
(Il principe Filippo canta con Aurora nel bosco.)

Il principe Filippo nella versione Disney

Nel classico Disney La bella addormentata nel bosco il principe si chiama Filippo (Prince Phillip in originale) ed è doppiato da Bill Shirley nella versione originale e da Sergio Tedesco in quella italiana.
Già dalla nascita di Aurora è stato il suo promesso sposo. A lui, però, la principessina non piace. Sedici anni dopo la rincontra nel bosco sotto il falso nome di Rosaspina (detta anche Rosa), la contadinella che vive "nella capanna del taglialegna". I due si innamorano perdutamente e lei gli dà appuntamento a casa sua, che però viene occupata da Malefica e i suoi scagnozzi. La strega, dopo averlo catturato e rinchiuso in una cella del suo castello, gli svela l'arcano della principessa e gli preannuncia cento anni di prigione. Successivamente viene liberato dalle amorose fatine, che gli donano un magico scudo di virtù e una spada di verità per difendersi. Con esse riesce a superare la foresta di rovi che circonda il castello, a sconfiggere la strega e a baciare Aurora.
Compare anche nel primo episodio di Disney Princess: Le magiche fiabe - Insegui i tuoi sogni, quello dedicato alla sua consorte, dove è doppiato da Roger Craig Smith nella versione originale e da Simone D'Andrea in quella italiana. Qui Filippo parte insieme al padre e ai suoceri ad un convegno reale, assicurando la sua consorte che sarà una passeggiata regnare per due giorni. Questi passano in fretta e dopo i vari disastri compiuti dalla principessa con la bacchetta magica di Serenella, torna tutto a posto.
Nei due film appare come un principe ventenne dal fisico scolpito, con i capelli castano chiaro e gli occhi color nocciola. Nei suoi momenti di svago indossa una casacca beige e dei pantaloni grigi, pesanti stivaloni marroni, un mantello rosso con un cappello piumato abbinato; nelle occasioni ufficiali, invece, indossa sempre mantello e stivali (questa volta più lunghi e neri), ma con un'armatura blu con maniche a sbuffo nere e rosse.
Nel Classico Disney originale Filippo è un principe romantico e sognatore, ma anche deciso e dotato di grande coraggio. Pur di risvegliare Aurora dal sonno eterno, Filippo è disposto a tutto pur di raggiungere la sua amata. Dimostra il suo valore combattivo contro Malefica, trasformandosi in un enorme drago sputafuoco per contrastarlo, mantenendo il sangue freddo e il raziocinio nonostante la situazione appaia impossibile. Al termine dello scontro la strega riesce a metterlo alle strette ma, grazie ad un incantesimo delle tre fate buone, Filippo scaglia la sua spada magica al cuore di Malefica, eliminando così la sua avversaria.
Il suo cavallo, Sansone, è bianco ed ha la criniera nera. Capisce molto bene il linguaggio degli esseri umani; quando un personaggio gli rivolge la parola o gli fa un gesto risponde annuendo o scuotendo la testa.
Compare inoltre nelle seguenti opere:
- Kingdom Hearts Birth by Sleep: incontra la bella Aurora nel bosco e se ne innamora, ma viene catturato da Malefica che vuole impedire il risveglio della principessa dal sonno mortale;
- House of Mouse - Il Topoclub: è ospite fisso come tutti i personaggi Disney

#### Nomi nelle altre lingue
- Portoghese e Brasiliano = Príncipe Felipe
- Finlandese = Prinssi Philip
- Inglese = Prince Philip
- Italiano = Principe Filippo
- Norvegese = Prins Philip
- Olandese = Prins Philip
- Svedese = Prins Filip[1]